# Каваґое (Сайтама)

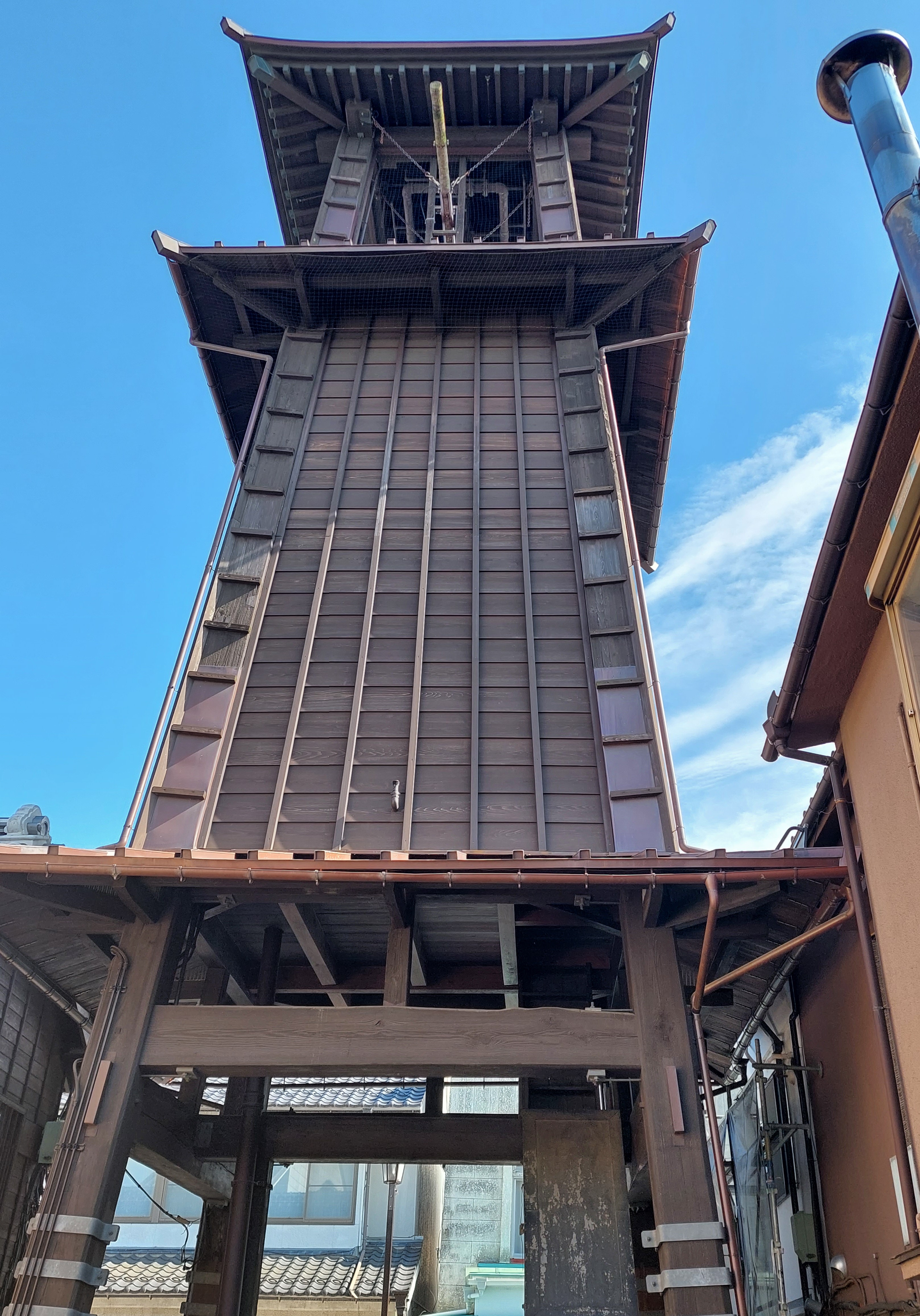
Дзвіниця в Каваґое, давній символ міста (2022)

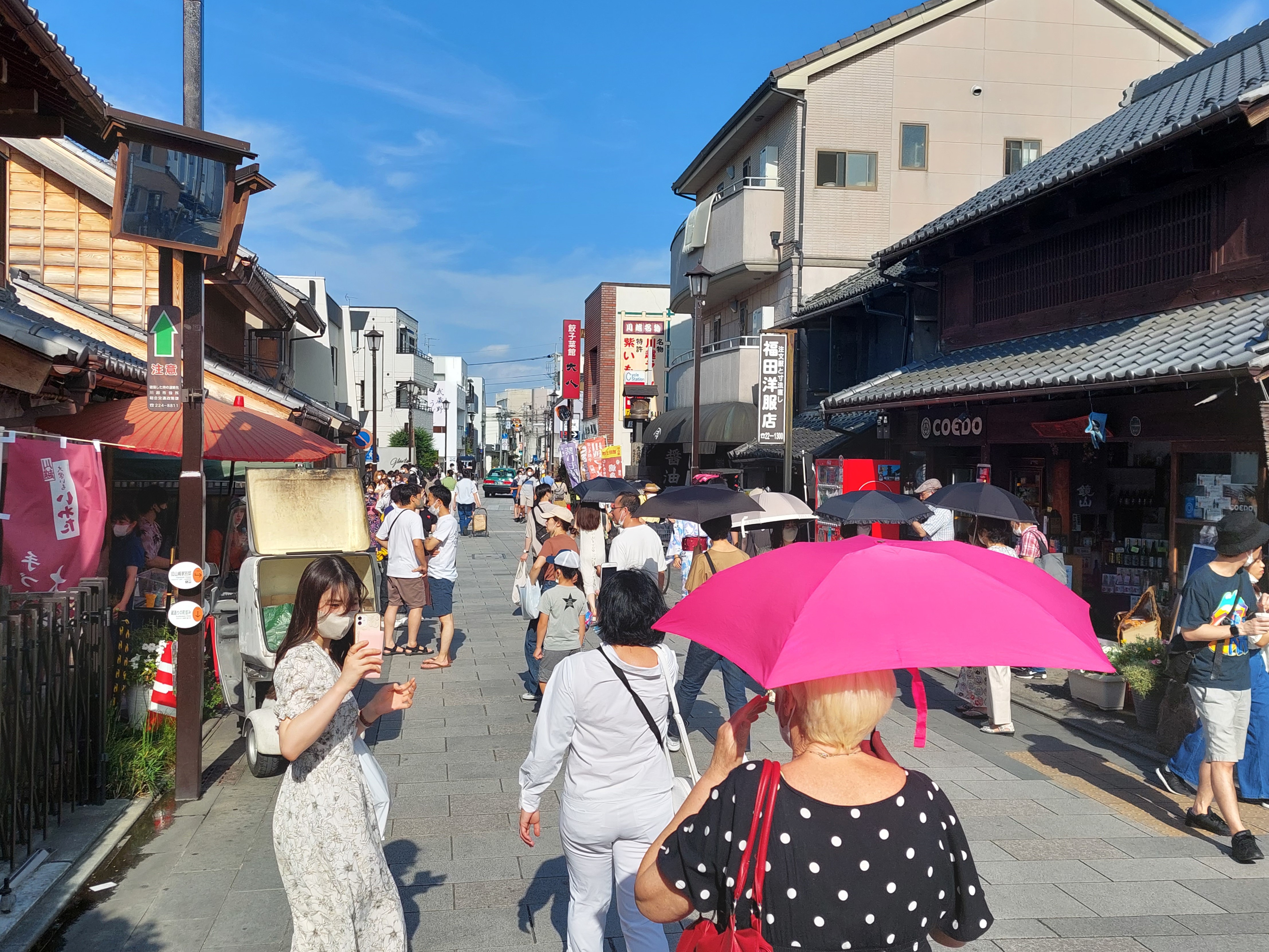
Вулиця в місті Каваґое (2022)

35°56′ пн. ш. 139°29′ сх. д. / 35.933° пн. ш. 139.483° сх. д.
Каваґо́е (яп. 川越市, かわごえし, МФА: [kawagoe ɕi̥]) — місто в Японії, в префектурі Сайтама.

## Короткі відомості
Розташоване в центральній частині префектури. Одне з центральних місто Японії. 1546 року було місцем битви при Каваґое. Виникло на основі призамкового містечка самурайського роду Сакай, столиці автономного уділу Каваґое-хан. Упорядковане за урядування Мацудайри Нобуцуни (1596–1662). Основа економіки — сільське господарство, городництво, текстильна промисловість, комерція, туризм. У центральних районах міста збереглися будівлі раннього нового часу — монастирі, самурайські та купецькі садиби, комори. Станом на 1 жовтня 2008 площа міста становила 109,16 км². Станом на 1 січня 2009 населення міста становило 337 996 осіб.